# Falsterbo Kirke
Falsterbo Kirke (Falsterbo kyrka) i det sydvestlige Skåne blev bygget i 1300-tallet. Tårnet og koret stammer fra 1400-tallet. Kirkens døbefont er fra 1300-tallet. Prædikestolen fra 1500-tallet har stadig en dansk indskrift. 
På bagsiden af alteret er der opsat tre middelalderlige gravsten. Kalkmalerier på skibets nordvæg viser Sankt Gertrud og Sankt Dorothea. Kirken var i middelalderen viet til de vejfarendes hellige Sankt Gertrud. I kirken findes mange træskulpturer. Kirkens to Madonna-statuer er fra 1300- og 1400-tallet. 
Borgere i Falsterbo måtte igennem tiderne vedligeholde klitter med bevoksning, så flyvesandet ikke har kunnet dække kirken som Den tilsandede kirke i Skagen.